# Steubenhöft

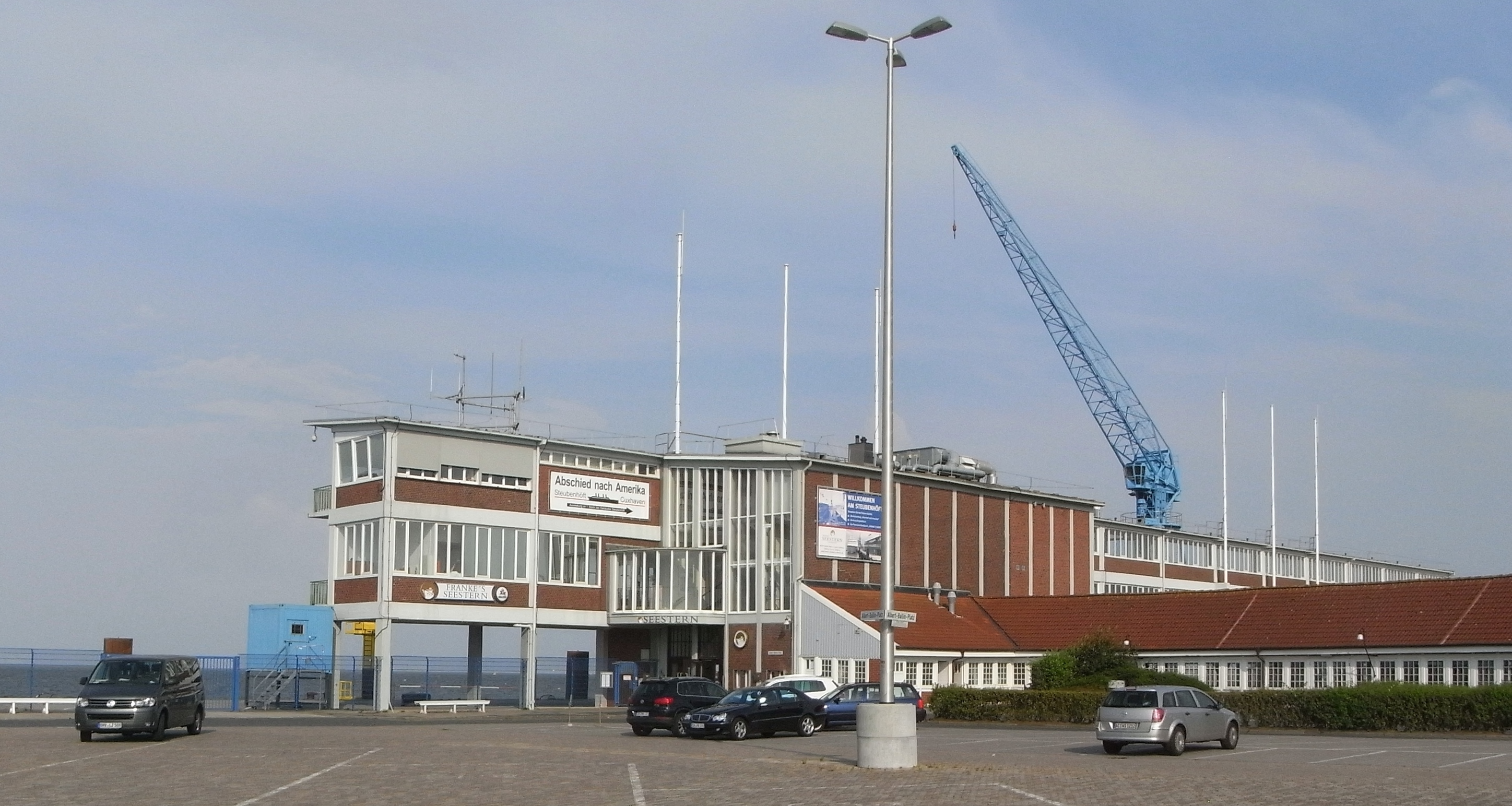
Steubenhöft am Albert-Ballin-Platz

Steubenhöft von der Seeseite

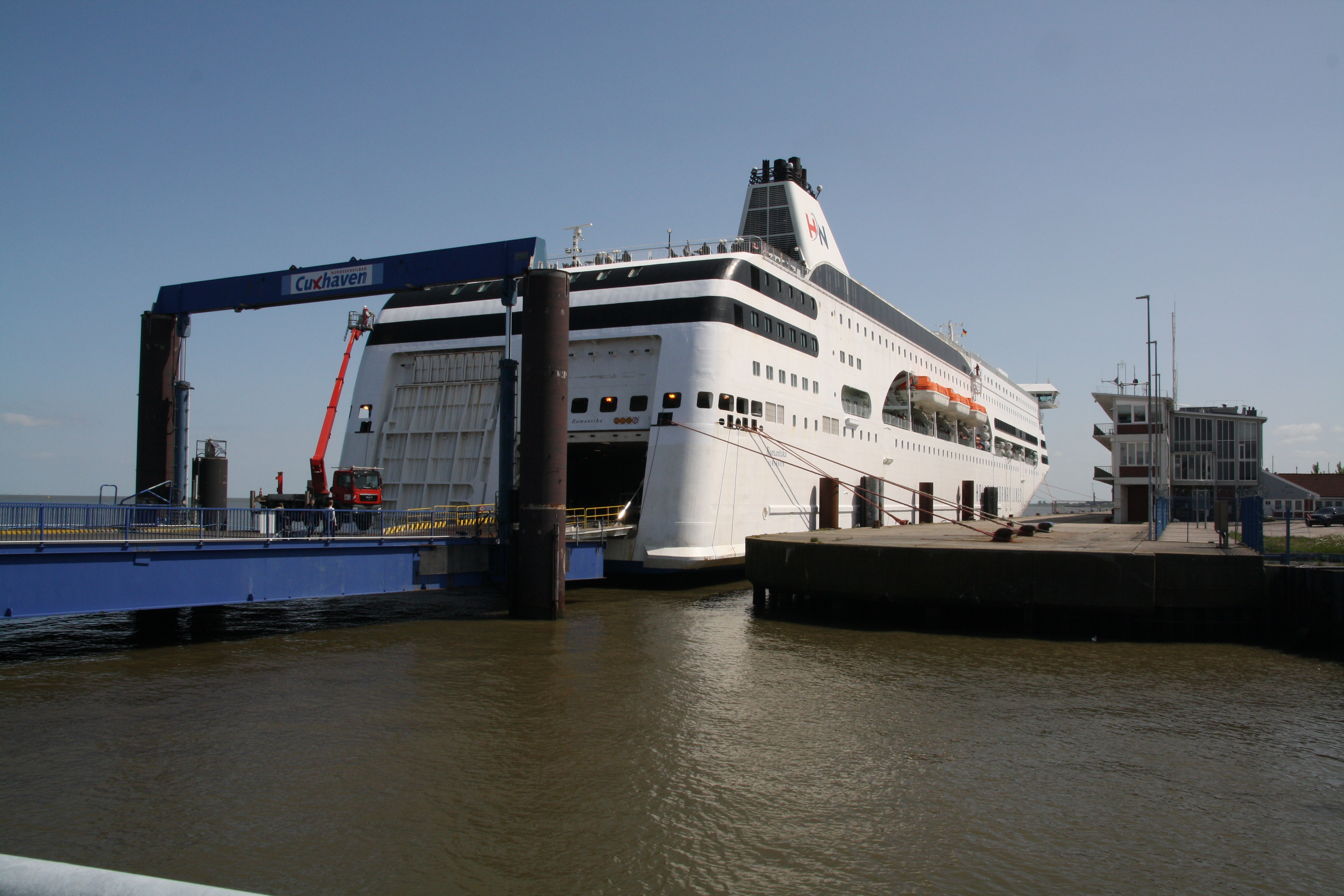
Abfertigung der Großfähre Romantika am Steubenhöft

Das Steubenhöft ist eine Pier des Amerikahafens in Cuxhaven. Benannt ist sie nach Friedrich Wilhelm von Steuben. Genutzt wird sie heute von Kreuzfahrt-, Fähr- und Seebäderschiffen.
Die Anlage steht unter Denkmalschutz (siehe auch Liste der Baudenkmale in Cuxhaven).

## Geschichte
Seit 1889 verkehrten Schnelldampfer der HAPAG auf der Route nach New York. Als Anfang des 20. Jahrhunderts die Transatlantikschiffe so groß wurden, dass sie ihren Heimathafen Hamburg nur noch mit Schwierigkeiten anlaufen konnten, wurde im damals hamburgischen Cuxhaven ab 1911 eine neue Anlegestelle – mit Anschluss an die Niederelbebahn nach Hamburg – errichtet, die 1913 fertiggestellt wurde. Hier legten dann in den letzten Jahren vor dem Ersten Weltkrieg die damals weltgrößten Schiffe der Imperator-Klasse nach New York und Boston ab. Hierdurch erhielt der Amerikahafen auch seinen Namen.
Zu den Schiffen konnten Reisende wie Auswanderer durch die Hapag-Hallen (errichtet 1900–1902) gelangen, die ihren eigenen „Cuxhaven Amerika-Bahnhof“ haben.
Mit dem Groß-Hamburg-Gesetz von 1937 ging Cuxhaven von Hamburg an die preußische Provinz Hannover über; Hamburg behielt sich aber einige Rechte an den Häfen vor. So waren bis zum 1. Januar 1993 der Amerikahafen und das Steubenhöft hamburgisches Eigentum, obwohl sie zum Cuxhavener Stadtgebiet gehören.
Die in Hamburg beheimatete Hanseatic der Reederei Deutsche Atlantic Linie war 1958 das erste Passagierschiff, das nach dem Zweiten Weltkrieg die Route zwischen Cuxhaven und New York wieder regelmäßig befuhr. Der Transatlantik-Linienverkehr endete 1972 nach dem Aufkommen der Langstreckenjets.
In den 1950er-Jahren wurde das Steubenhöft in die heutige Form umgebaut. Heute befindet sich in dem Gebäude  die Lotsenwache der Elblotsen. In der angegliederten Halle gibt eine kleine Ausstellung des Fördervereins Hapag-Halle Cuxhaven e. V. Kunde über das Geschehen in historischer Zeit. Zusätzlich kann online in der Datenbank CUXAUS nach Auswanderungen aus dem Landkreis Cuxhaven recherchiert werden.
Zusätzlich zu den Abfertigungseinrichtungen für Passagiere verfügt das Steubenhöft auch über eine Fährbrücke für die Verladung von Fahrzeugen. Von 2001 bis 2005 betrieb die dänische Reederei DFDS Seaways vom Steubenhöft eine Fährverbindung nach Harwich. Seit dem 20. August 2015 betrieb die Elb-Link Reederei die Fährroute zwischen Steubenhöft und Brunsbüttel. Am 28. Februar 2017 hat die Fähre den Betrieb eingestellt, es wurde ein Insolvenzantrag gestellt. 
Ab dem 25. Mai 2017 wurde der Fährbetrieb mit der unter deutschen Flagge fahrenden Grete wieder aufgenommen. Nicht einmal fünf Monate später, zum 10. Oktober 2017 wurde der Fährbetrieb erneut eingestellt. Der Betreiber der Elbe-Fähre stellte am 27. November 2017 Insolvenzantrag.
Von Februar 2021 bis März 2022 wurde durch die Reederei Elbferry wiederum die Linie nach Brunsbüttel vom Steubenhöft bedient.
Zwischen Mitte April und Ende Mai 2023 wurden die Anlagen am Steubenhöft temporär durch das Fährschiff Romantika der Holland Norway Lines für eine Fährverbindung zwischen Cuxhaven und Kristiansand verwendet.

## Siehe auch

Steubenhöft, gesehen vom Amerikahafen